# Ustrzyki Dolne
Ustrzyki Dolne is een stad in het Poolse woiwodschap Subkarpaten, gelegen in de powiat Bieszczadzki. De oppervlakte bedraagt 16,79 km², het inwonertal 9571 (2005).

## Verkeer en vervoer
- Station Ustrzyki Dolne